# Naturaleza muerta con perdiz, guanteletes y virote de ballesta
Naturaleza muerta con perdiz, guanteletes y virote de ballesta o Naturaleza muerta con perdiz y guanteletes o Bodegón colgado en la pared es un óleo sobre tabla de Jacopo de'Barbari, firmado y fechado en 1504. El panel se conserva en el museo de arte Alte Pinakothek de Múnich desde 1909 y se lo ha considerado el primer cuadro en trampantojo (trompe-l'œil) desde finales de la antigüedad, aunque la tabla Dos damas venecianas/Caza en la laguna de 1490-1495 de Vittore Carpaccio también muestra en su reverso un estante para cartas ilusionista.

## Historia
El cuadro fue pintado por el artista en la corte de Federico el Sabio y luego fue trasladado al Palacio de Neoburgo, un castillo a orillas del río Danubio en 1764. La obra parece haber estado presente en el castillo de Schaleissheim desde 1804 y posteriormente en 1810 en la galería de arte de Augsburgo, llegando luego en 1909 al museo de arte de Múnich. 

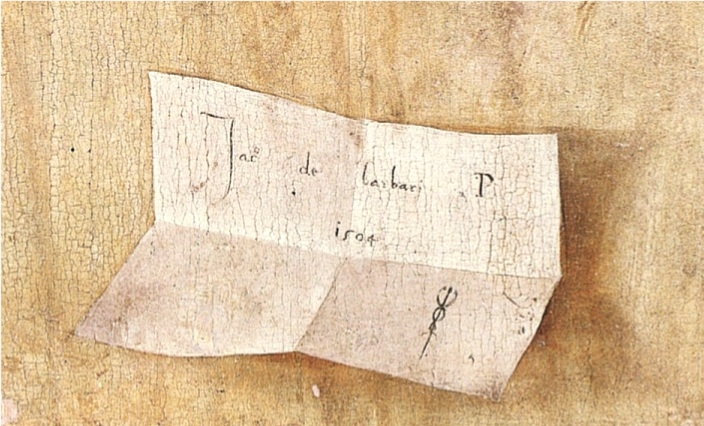
Jacopo de' Barbari - firma con caduceo.

Aunque la obra más conocida del artista veneciano es el gran grabado en madera Vista de Venecia de 1500, esta es sin duda una de las mejores pinturas que creó tanto por la particularidad del tema como por su refinamiento. El artista, veneciano de nacimiento, pero artista nórdico en su madurez, al vivir más de una década en Alemania en contacto con Alberto Durero. En Alemania también era conocido como Jacopo Walch, que significa extranjero. Los dos artistas ya se habían conocido en los últimos años del siglo XV en Venecia.  De'Barbari se mudó a Alemania trabajando en la corte del emperador Maximiliano I y posteriormente, entre 1503 y 1505, aceptó encargos de Federico el Sabio, y la pintura hace referencia a este período. El artista se trasladó luego a la corte de Felipe el Hermoso, donde permaneció hasta 1510. 
No hay duda sobre la creación de la obra ya que está fechada y firmada por De' Barbari, quien también colocó el símbolo del caduceo que le encantaba colocar junto a su firma, como señal de reconocimiento. Se desconoce la finalidad de la obra que, dado su reducido tamaño, algunos creen que podría ser el revestimiento de la puerta de un armario de cazador. De hecho, el propio Federico el Sabio era cazador, un gran amante de la caza, y el castillo de Locau, donde parece estar presente el artista, era un importante centro de caza. En el castillo también trabajaba en aquella época un joven Lucas Cranach, que luego pintó en el castillo de Torgau el gran fresco La caza en honor a Carlos V, una apoteosis de la caza, arrancado de la pared y conservado en Madrid en la galería de arte del Museo del Prado. 

## Descripción
La pequeña tabla de madera de tilo representa una perdiz pardilla con dos guanteletes de hierro y el virote de una ballesta colgada de un clavo en una pared. El panel está pintado con un fondo que recrea la textura de la madera. La sensación del observador es precisamente la de ver algo que no es un cuadro plano, sino la ilusión de una obra tridimensional representada verticalmente y no de forma plana como un panel, característica típica del trampantojo. Esto hace que la obra sea aún más importante, situando al artista entre los primeros creadores de este tipo de arte, convirtiéndose en el arquetipo de un tema iconográfico que se desarrollará más tarde. Debajo de las piezas colgadas hay una pequeña hoja de papel que parece volar y chocar contra la pared de madera en esta ilusión de un espacio, y que parecía doblada pero se ha abierto, donde está la firma, la fecha 1504 y el caduceo que debió aparecer en la parte superior del billete doblado. La obra debe considerarse una obra que muestra el gran bagaje artístico que de' Barbari había desarrollado primero en Venecia y posteriormente en el norte de Europa también gracias a su proximidad a Durero, de quien tomó el aspecto naturalista con las sombras de un tono oscuro y más intenso bajo los objetos representados, que se desvanecen en tonos más claros a medida que se alejan del elemento que las proyecta.
Según el inventario de los bienes de Margarita de Austria, el artista habría creado otros "bodegones" lo que sugiere que se trata del pendant de otra obra que luego se perdió. El cuadro del artista Un gavilán permanece en Londres en la galería de arte de la National Gallery, lo que indica cuán solicitadas fueron estas obras suyas. 
El museo de Múnich conserva también un dibujo de Jacopo de' Barbari de la misma época, que representa una Perdiz muerta sobre una hoja de 257 x 153 mm. El dibujo formaba parte de la colección Sloane de acuarelas de pájaros. La colección incluía numerosos dibujos de George Edwards y esta obra también le fue asignada a él, pero el cuidado de la representación y sus sombras, así como el período de realización, han llevado a los críticos a confirmar la afinidad con la obra de ' Barbari no sólo temática sino también estilística. Al igual que en las demás obras de los años posteriores a 1500 del artista veneciano, no queda nada aquí de la escuela veneciana, lo que confiere a sus obras una decidida impronta nórdica. 